# Breznicioara, Mehedinți
Breznicioara este un sat în comuna Stângăceaua din județul Mehedinți, Oltenia, România.